# Hosszúpereszteg
Hosszúpereszteg é um município da Hungria, situado no condado de Vas. Tem 37 km² de área e sua população em 2015 foi estimada em 627 habitantes.